# ÖBB-Infrastruktur
Az ÖBB-Infrastruktur AG (néha rövidítve ÖBB-Infra) az ÖBB-Holding AG leányvállalata. Az infrastruktúratársaság a 2003. évi szövetségi vasúti struktúratörvény és a 2009. évi vasúti reform során jött létre, amikor a korábban alapított ÖBB-Infrastruktur Bau AG és az ÖBB-Infrastruktur Betrieb AG az ÖBB-Infrastruktur AG-be olvadt. Az ÖBB-Infrastruktur felelős az osztrák vasúthálózat menetvonal-kiosztásáért, üzemeltetéséért és karbantartásáért, valamint a vasúti infrastruktúra, állomások és megállóhelyek tervezéséért és építéseiért. A társaság egyedüli részvényese az ÖBB-Holding AG, amely teljes egészében az Osztrák Köztársaság (a szövetségi kormány) tulajdonában van. Az ÖBB-Infrastruktur 2017. december 31-én 31 különböző társaságban rendelkezett részesedéssel.

## Tények és számok

### Vasútvonalak
Az Osztrák Szövetségi Vasutak vasútvonalai 4965 km hosszúak, ebből 3650 km villamosított. Ezek a vonalak 9759 pályakilométert tesznek ki . Az ÖBB-Infrastruktur a vonalak építésén és üzemeltetésén kívül – a többi vasúti infrastruktúrtársasághoz hasonlóan – a forgalomirányításért is felelős. A központi koordinációt egy bécsi forgalomirányító központ végzi, az operatív végrehajtásért az 5 üzemirányító központ felel Innsbruckban, Linzben, Salzburgban, Villachban és Bécsben. Az ÖBB-Infrastruktur 657 jelzőállomást üzemeltet, ebből 324 elektronikus jelzőállomás. A fővonalakért felelős jelzőállomások nagyrészt az üzemirányító központoktól távolról vezéreltek, a mellékvonalak és a tolatási csomópontok a forgalomirányításban nagyrészt önállóan működnek (A számadatok a 2021/2022-es állapotra vonatkoznak).

### Beruházások
Az ÖBB infrastruktúrájának jelenlegi kerettervében 2021 és 2026 között 17,5 milliárd eurónyi beruházást terveznek. Ennek mintegy egyharmadát a Koralm-vasútvonal, a Semmering-bázisalagút és a Brenner-bázisalagút nagyprojektekbe fektetik be.